# Ajoblanco
El ajoblanco (escrito también a veces como ajo blanco) es una sopa fría muy popular de la gastronomía de Andalucía (sobre todo en Málaga y Cádiz), Extremadura y Castilla-La Mancha.[cita requerida] Se compone de pan, almendras molidas (en tiempos de escasez, como en la posguerra, se ha venido usando en ciertas zonas harina de habas secas), ajo, agua, aceite de oliva, sal y a veces vinagre. Se suele tomar acompañado de uvas o trocitos de melón.

## Historia
Este plato pudo haber tenido su origen en la gastronomía romana, o más probablemente en la gastronomía griega.[cita requerida] Se disputan Huércal de Almería, El Puche y Viator la invención del ajoblanco. En Almáchar, se celebra la Fiesta del Ajoblanco, la cual sucede el primer sábado de septiembre. Es la fiesta gastronómica más antigua de la provincia de Málaga, cuyo primer festejo data de 1968.

## Características
Se considera una variante del gazpacho andaluz, pues tiene como base el pan, el aceite y el ajo.
Se le suele agregar almendras, sal y vinagre, además de otros ingredientes según la región.
La forma de presentación varía mucho, desde la sopa malagueña, a la emulsión almeriense, esta última más parecida al alioli de leche o ajonesa.
Al igual que en el caso del ajo mataero y de otros ajos consistentes en una especie de puré, el nombre de ajo derivado del verbo ajar, procedente del latín allevare, que desde el siglo I se aplica a mezclar varios ingredientes y triturarlos y majarlos hasta conseguir una masa fina y espesa sin trozos ni grumos, aunque la errónea asociación etimológica con la planta ha hecho que esta acabe siendo considerada como un ingrediente esencial.

## Elaboración

### Variedad almeriense
En el levante de esta provincia se elabora poniendo almendras y pan a remojar, los cuales se escurren e introducen en un vaso alto de batidora, junto a ajos troceados, sal, y vinagre o zumo de limón para favorecer la emulsión. Se añade entonces una parte de leche y dos o tres partes de aceite (de girasol si es más suave, o de oliva si se quiere un sabor más contundente). 
Se introduce la batidora hasta el fondo del vaso, se bate a máxima potencia sin mover la batidora, y cuando la mezcla empieza a emulsionar, se va subiendo poco a poco la batidora sin dejar de batir. 
Si todos los ingredientes están a la misma temperatura, se obtendrá una emulsión más espesa que el merengue.

### Variedad extremeña
En las localidades de Herrera del Duque,Cabeza del Buey y Talarrubias es un plato veraniego, que vendría a sustituir a las típicas migas, más apetecibles en invierno. Es un plato típico pastoril pero que agrada también a las clases más favorecidas, que lo realizan casi sin variaciones. Se consume, presenta y elabora en una única cazuela semiesférica de madera (generalmente de fresno) que abastecerá a todos los comensales, con capacidad a partir de los dos litros.
Se comienza partiendo de un diente de ajo por persona, o una cantidad al gusto, que se sazonarán con objeto de conseguir adherencia y estabilizar el comienzo de la emulsión, y se machacarán junto con algún ingrediente que contenga almidón, (tradicionalmente miga de pan o patata cocida) que ayudará a comenzar una pasta pegajosa. Se utiliza para este menester un "machote", que es una mano de mortero realizada en madera, con unas dimensiones mayores, más adecuadas a las de cazuela. En ocasiones, más como un truco que como un ingrediente, se añade en este punto una pizca de yema de huevo, que servirá como un eficaz emulgente.
Seguidamente comienza la elaboración de la salsa base, que consiste en una emulsión de consistencia cremosa realizada batiendo con el machote la pasta procedente de machacar los ajos (fase sólida), y a la que se va añadiendo aceite virgen de oliva, en las distintas cantidades que va admitiendo la masa según va permitiendo su tamaño (fase líquida). Para ayudar a esta ligazón es muy importante la geometría de la cazuela: Mientras se sitúa la pasta ya realizada cerca del centro para darla vueltas a izquierda, (si se es diestro), se coloca la porción de aceite que se quiere añadir a un lado. De esta forma al ir girando la cazuela a la izquierda, la pasta que se está dando vueltas con el machote, absorbe solo la parte del aceite que queda impregnada en la cazuela. Si se hiciese de otra manera la cantidad de aceite añadida de una sola vez sería excesiva y sobrevendría coalescencia, es decir; las diminutas gotas de aceite dispersas se agruparían y la masa se desligaría, quedando el ajoblanco "borracho", circunstancia que obligaría a comenzar una masa base nueva.
Una vez que se ha comenzado a ligar el ajo con el aceite la elaboración es más sencilla conforme la masa ligada aumenta de volumen. Para ayudar a que esta masa tenga la consistencia adecuada, (colocada la cazuela boca abajo, la masa debe quedarse pegada y aguantar el peso del machote sin desprenderse), se añaden de vez en cuando pequeños chorritos de agua que también hay que ligar y, en ocasiones para evitar que la masa se desligue, pequeñas cantidades de algún líquido ácido, que puede ser jugo de tomate, leche, o vinagre.
Una vez terminada la masa, la elaboración continúa según los gustos. Se puede añadir tomate machacado en este punto. Seguidamente se termina de llenar la cazuela con agua fresca, que se mezcla con la masa, y se la da el punto de sal y vinagre como si fuera una ensalada o un gazpacho. Se añade lechuga y tomate troceados y finalmente trozos de pan duro. A este ajoblanco estándar es muy habitual añadirle trozos de frutas y hortalizas de temporada como pepino, pera, melón, albahaca o incluso trozos deshuesados de conejo asado a la brasa.
Es frecuente acompañarlo de tortilla de patatas, torreznos, higos frescos o uvas. Aunque suele ser plato único, cada vez es más frecuente servirlo al final de las comidas entre el último plato y el postre.

## Consumo
En Almería se toma como acompañamiento, al igual que el alioli de leche, mojado en pan. 
En ciertas zonas de la vega granadina es costumbre tomarlo como acompañamiento de una buena "papa asá" (patata asada). Al tomarlo de esta forma se hace más líquido para poderlo beber directamente de un vaso. 
En Málaga se sirve con uvas de moscatel y a veces trozos de manzana o de melón.  
Hoy en día el ajoblanco se sirve con otras combinaciones dentro de lo que se denomina cocina creativa.
En Talarrubias (Badajoz) se consume acompañada de morcilla patatera o melón y con trozos de pan

## Fiestas
La popularidad del ajoblanco y su sabor refrescante, hace que existan en los meses veraniegos diversas fiestas relacionadas con la degustación del ajoblanco. 
- En el pueblo de Almáchar (Málaga) se celebra todos los años el primer sábado de septiembre la fiesta en celebración del ajoblanco.[1]
- En el pueblo de Herrera del Duque (Badajoz) se celebra un concurso de ajoblanco durante las fiestas del 15 de agosto.[4]